# عصب شفري خلفي
العصب الشفري الخلفي (بالإنجليزية: Posterior labial nerves)‏ هو عصب يتَفرعُ من العصب العجاني. يُقابله العصب الصفني الخلفي في الذكور.